# Gmina Finspång
Gmina Finspång (szw. Finspångs kommun) – gmina w Szwecji, położona w regionie administracyjnym (län) Östergötland. Siedzibą władz gminy (centralort) jest Finspång.

## Geografia

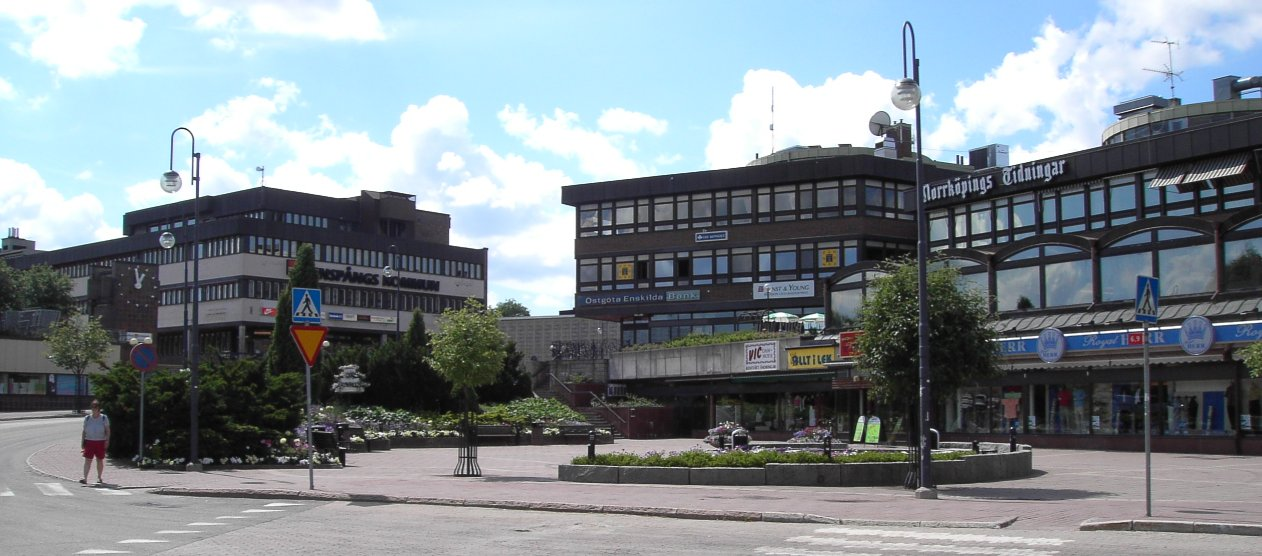
Bergslagstorget w Finspång (2005)

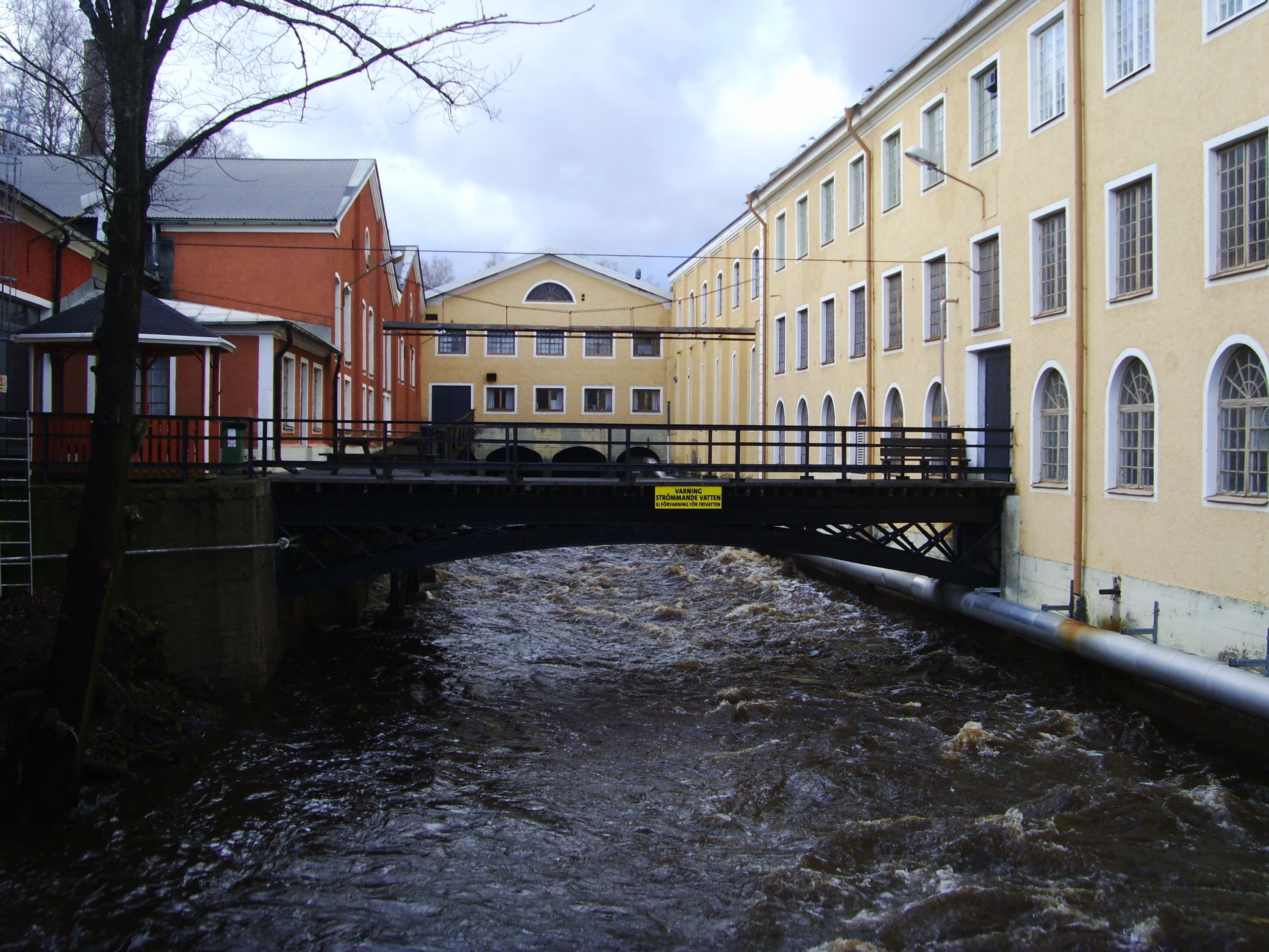
Budynki przemysłowe w Finspång (2008)

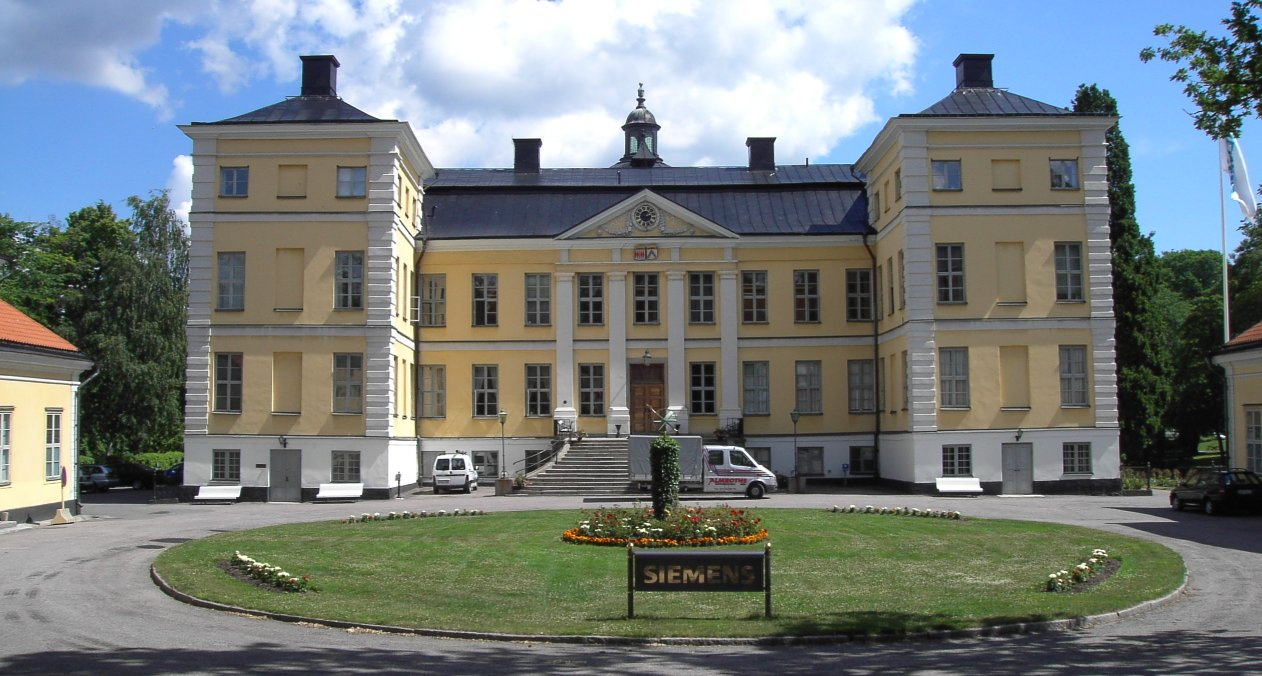
Zamek Finspång

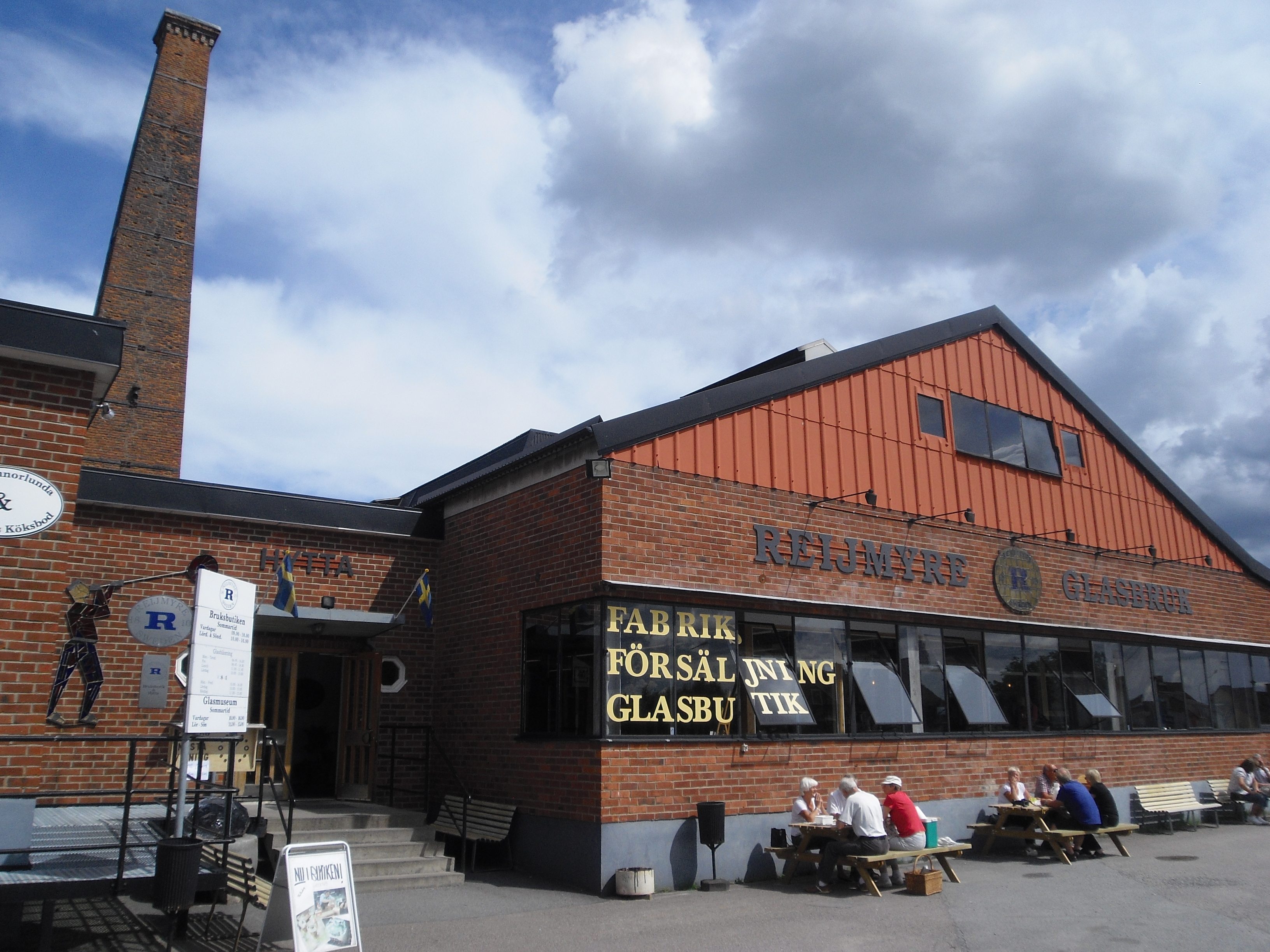
Huta szkła w Rejmyre

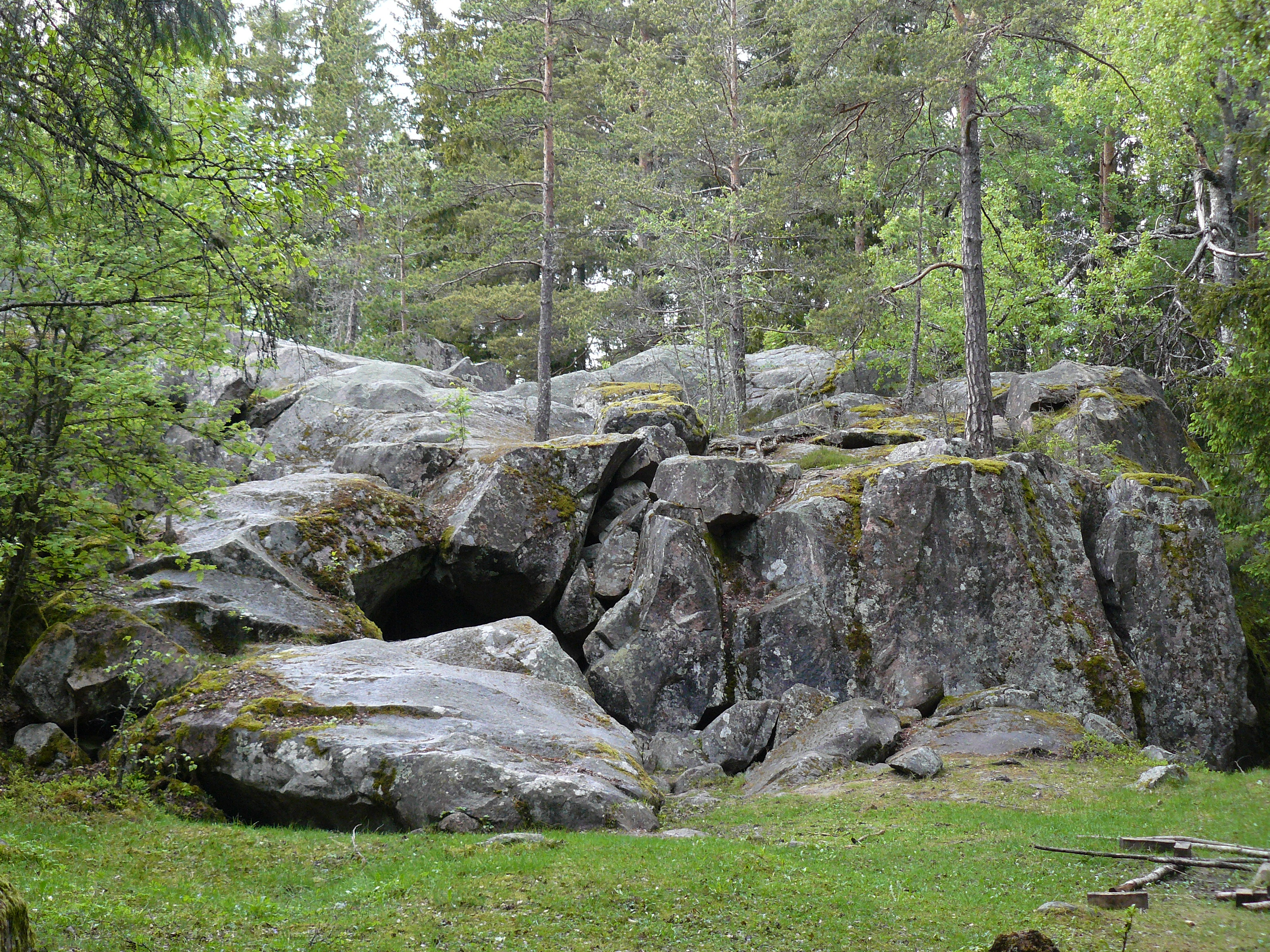
Grota Torekulla kyrka

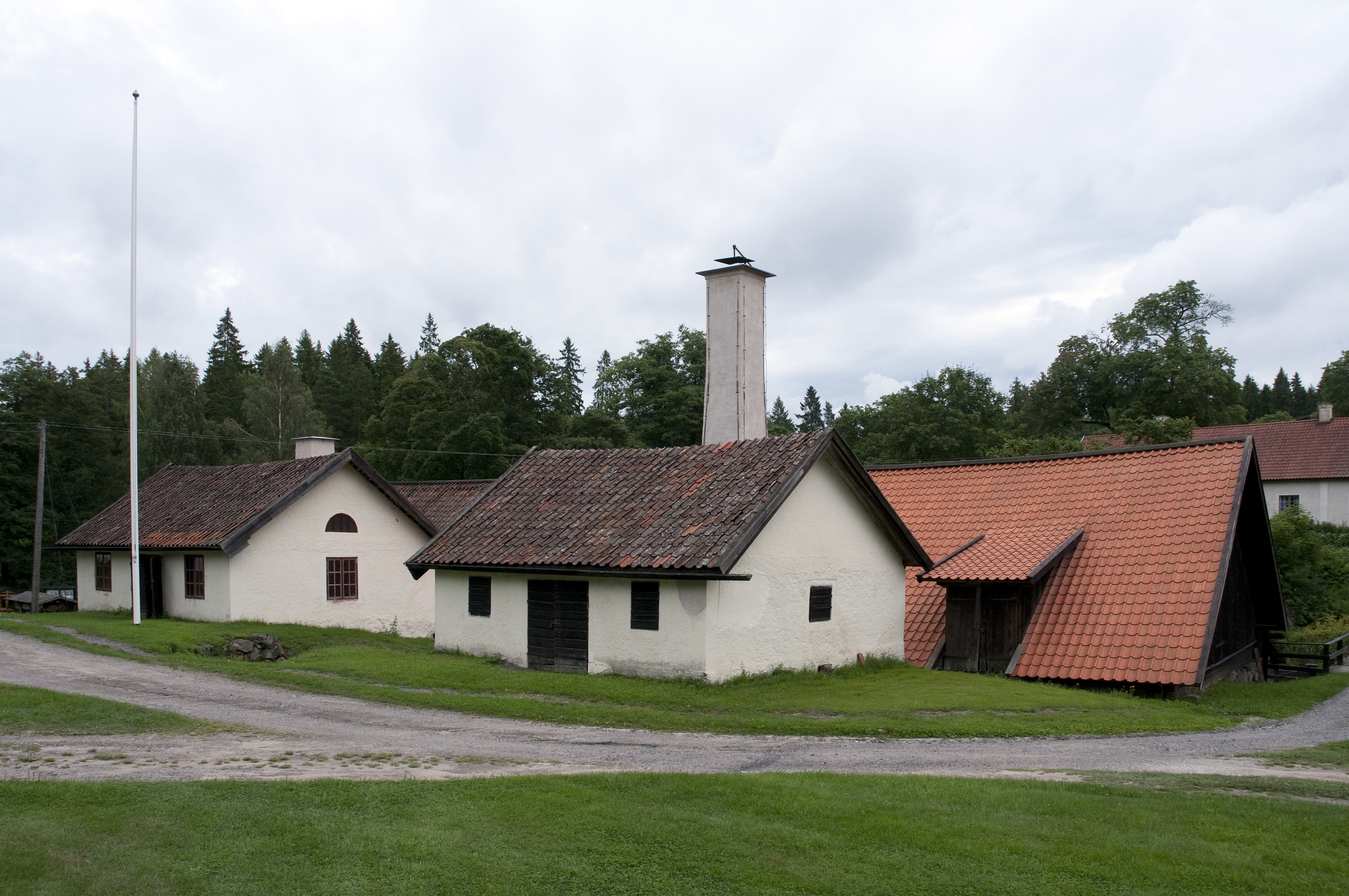
Skansen Övre Hävla bruk

Gmina Finspång jest położona w północnej części prowincji historycznej (landskap) Östergötland. Niewielka część gminy (obszar na północny zachód od Igelfors) leży w granicach Närke. Graniczy z gminami (w kolejności od kierunku północnego):
- Vingåker
- Katrineholm
- Norrköping
- Linköping
- Motala
- Hallsberg
- Örebro

### Powierzchnia
Gmina Finspång jest 94. pod względem powierzchni z 290 gmin Szwecji. Według danych pochodzących z 2013 r. całkowita powierzchnia gminy wynosi łącznie 1215,05 km², z czego:
- 1055,28 km² stanowi ląd
- 159,77 km² wody śródlądowe[1].

## Demografia
31 grudnia 2013 r. gmina Finspång liczyła 20 903 mieszkańców (116. pod względem zaludnienia z 290 gmin Szwecji), gęstość zaludnienia wynosiła 19,81 mieszkańców na km² lądu (174. pod względem gęstości zaludnienia z 290 gmin Szwecji).
Struktura demograficzna (31 grudnia 2013):
| Opis                              | Ogółem       | Ogółem       | Kobiety      | Kobiety      | Mężczyźni    | Mężczyźni    |
| --------------------------------- | ------------ | ------------ | ------------ | ------------ | ------------ | ------------ |
| jednostka                         | osób         | %            | osób         | %            | osób         | %            |
| populacja                         | 20 903       | 100          | 10 258       | 49,07        | 10 645       | 50,93        |
| powierzchnia                      | 1 215,05 km² | 1 215,05 km² | 1 215,05 km² | 1 215,05 km² | 1 215,05 km² | 1 215,05 km² |
| gęstość zaludnienia (mieszk./km²) | 19,81        | 19,81        |              |              |              |              |

## Miejscowości
Miejscowości (tätort, -er) gminy Finspång (2010):
| Lp. | Miejscowość     | Liczba ludności |
| --- | --------------- | --------------- |
| 1   | Finspång        | 12 440          |
| 2   | Rejmyre         | 900             |
| 3   | Lotorp          | 701             |
| 4   | Falla           | 467             |
| 5   | Sonstorp        | 429             |
| 6   | Hällestad       | 336             |
| 7   | Ljusfallshammar | 327             |
| 8   | Grytgöl         | 263             |
| 9   | Butbro          | 261             |
| 10  | Borggård        | 238             |
| 11  | Igelfors        | 214             |

## Wybory
Wyniki wyborów do rady gminy Finspång (kommunfullmäktige) 2014 r.:
|  | Partia                        | Liczba głosów | Zmiana liczby głosów | Procent głosów | Zmiana % | Uzyskane mandaty | Zmiana liczby mandatów |
|  | ----------------------------- | ------------- | -------------------- | -------------- | -------- | ---------------- | ---------------------- |
|  | Moderaterna                   | 2301          | –446                 | 16,61          | –3,63    | 8                | –1                     |
|  | Centerpartiet                 | 868           | –149                 | 6,27           | –1,23    | 3                | –1                     |
|  | Folkpartiet                   | 747           | –103                 | 5,39           | –0,87    | 2                | –1                     |
|  | Chrześcijańscy Demokraci      | 546           | –114                 | 3,94           | –0,92    | 2                | ±0                     |
|  | Socialdemokraterna            | 6041          | +118                 | 43,62          | –0,03    | 20               | ±0                     |
|  | Vänsterpartiet                | 1171          | –90                  | 8,45           | –0,84    | 4                | ±0                     |
|  | Miljöpartiet                  | 651           | –36                  | 4,70           | –0,36    | 2                | ±0                     |
|  | Feministiskt initiativ        | 79            | +79                  | 0,57           |          | 0                | –                      |
|  | Sverigedemokraterna           | 1355          | +945                 | 9,78           | +6,76    | 4                | +3                     |
|  | Pozostałe partie              | 91            | +75                  | 0,66           | +0,54    | 0                | –                      |
|  | Razem (frekwencja 84,05%)     | 14 074        |                      | 100,0          |          | 45               | ±0                     |
|  | Źródło: Valmyndigheten (szw.) |               |                      |                |          |                  |                        |

## Współpraca
Miejscowości partnerskie gminy Finspång:
- Dzierzgoń, Polska
- Finsterwalde, Niemcy
- Givet, Francja
- Joutsa, Finlandia
- Nordborg, Dania
- Salaspils, Łotwa
- Stromberg, Niemcy
- Yvoir, Belgia